# Leptotarsus novocaledonicus
Leptotarsus novocaledonicus là một loài ruồi trong họ Ruồi hạc (Tipulidae). Chúng phân bố ở miền Australasia.